# Старый Пуммерин

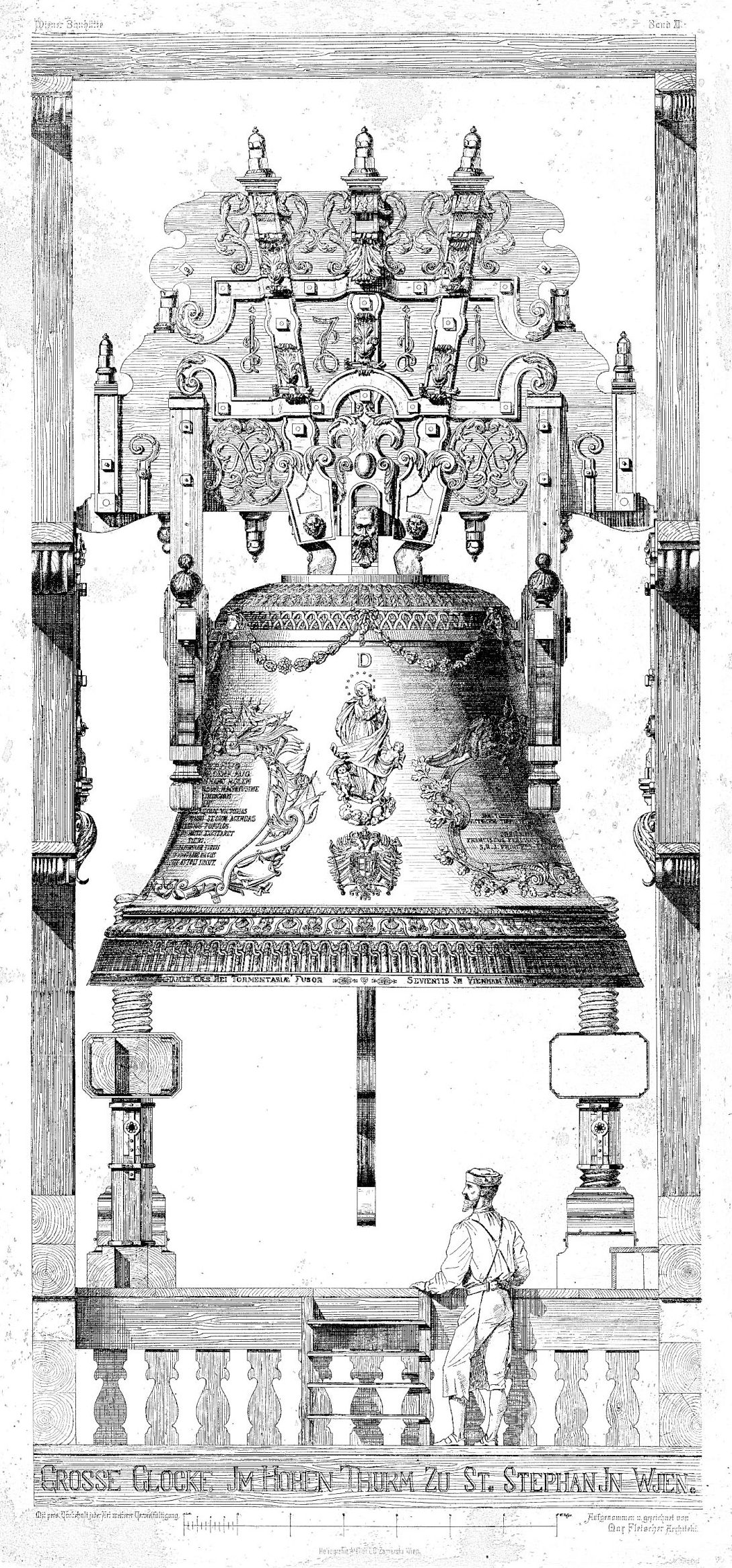
«Старый Пуммерин» на старинной гравюре

Старый Пуммерин (21 июля 1711 года — 12 апреля 1945 года) — колокол собора Св. Стефана в Вене, Австрия. Был отлит из металла трофейных орудий, завоёванных в ходе освобождения Вены от турецкой осады в 1683 году. Был уничтожен пожаром в соборе в апреле 1945 года.

## История
Венский колокольный литейщик Иоган Ахамер завершил создание гигантского колокола диаметром 316 см, вес которого вместе с языком и хомутом составлял 22,5 тонны. На отливку колокола было потрачено 19.400 гульденов. Колокол был украшен орнаментом, изображавшим Св. Иосифа с гербами Богемии и Венгрии, Непорочное Зачатие Приснодевы Марии с императорским гербом и Св. Леопольда с гербом Австрии.
15 декабря 1711 года Пуммерин был освящён епископом Руммелем. Название «Пуммерин» колокол получил из-за своего низкого звучания.
Высота звучания Пуммерина с +4/16.
В колокол впервые зазвонили 26 января 1712 года, когда Карл VI возвращался в Вену из Франкфурта с церемонии коронации Императора Священной Римской Империи. В последний раз звон Старого Пуммерина раздался на Пасху 1937 года.
Из осколков Старого Пуммерина в 1951 году был отлит Новый Пуммерин.